# Roger II de Sicilia
Roger II de Hauteville (Mileto, 22 de diciembre de 1095-Palermo, 26 de febrero de 1154), apodado «el normando», fue conde de Sicilia (1105-30), duque de Apulia (1127-30) y como rey de Sicilia desde 1130 hasta su muerte. Es conocido como el fundador del Reino de Sicilia.
Hijo de Roger I, sucedió a su hermano Simón siendo menor de edad. Comenzó a gobernar en 1112, y en su largo reinado consolidó territorialmente las conquistas normandas en el sur de Italia en un reino unificado y centralizado.  

## Vida

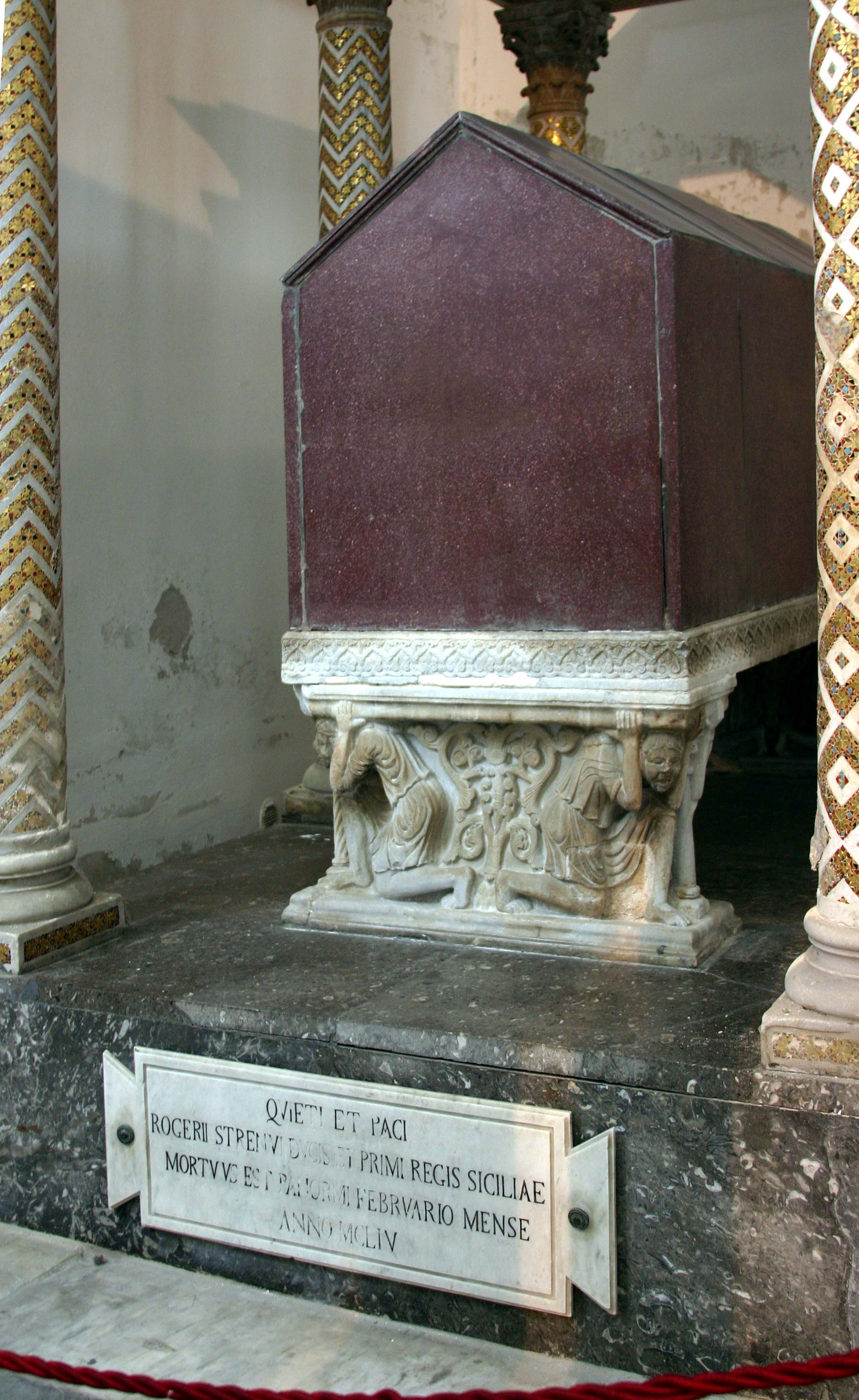
Tumba de Roger II en la Catedral de Palermo.

Roger era el segundo hijo de Roger I y Adelaida del Vasto. Sucedió a su mayor hermano Simón en el condado de Sicilia en 1105. Estuvo bajo la regencia de su madre hasta 1112. Desde este año hasta la muerte de su primo Guillermo II de Apulia en 1127, Roger trabajó para aumentar su prestigio mediante su unión matrimonial con Elvira de León, hija de Alfonso VI de León, y por asistencia a su primo Roger Borsa, quien le cedió su mitad de Mesina, Palermo y Calabria, que había recibido en las divisiones de las conquistas sicilianas muchos años antes. 
A la muerte de Guillermo, hijo de Borsa, Roger recibió el ducado de Apulia y unió todas las posesiones normandas en Italia, a excepción del principado de Capua, que estaba en manos de la familia Drengot. Parece que inmediatamente tuvo la idea de ceñir una corona real, recordando que los gobernantes de la Sicilia de la Antigüedad, como Agatocles, habían sido reyes. Durante los tres años siguientes a la recepción del ducado se ocupó en intentar recibir una corona del Papa. En 1130, Roger fue coronado rey de Sicilia por el antipapa Anacleto II, a cambio de su apoyo para ocupar la silla de San Pedro. 
Como rey, Roger se dedicó a solidificar su poder en la península. Los barones de Apulia no quisieron reconocerle y la década de 1130 estuvo plagada de conflictos entre diversos rebeldes y el poder central de la corona. 

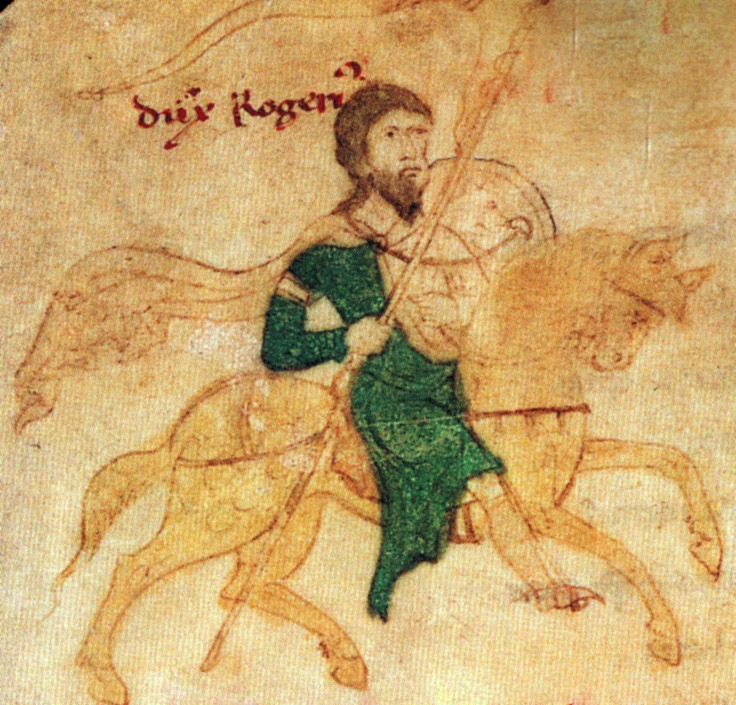
Roger II, del Liber ad honorem Augusti de Petrus de Ebulo, 1196.

Bari se rebeló liderada por Grimoaldo Alferanites. Capua se levantó en armas para mantener la independencia de la familia Drengot. El ducado independiente de Nápoles ayudó a los rebeldes hasta 1137, cuando el emperador Lotario III y el papa Inocencio II viajaron a la zona y establecieron a Ranulfo de Alife como duque de Apulia, en oposición a Roger. A la vuelta de las fuerzas imperiales a Alemania, Roger, ahora aliado con Sergio VII de Nápoles, atacó a Ranulfo, pero fue derrotado (y Sergio muerto) en la batalla de Rignano. Por espacio de dos años, Roger combatió la insurrección y al ejército papal en la península. En 1139, Ranulfo murió y, sin otros oponentes, Roger fue reconocido como único duque. 
Por el Tratado de Mignano el Papa lo reconoció como rex Siciliae ducatus Apuliae et principatus Capuae, llegando al fin la paz al sur de Italia. En 1140, Roger promulgó una serie de leyes, los Assises de Ariano, con objeto de centralizar la autoridad en manos del rey y disminuir el poder de los señores feudales. Este acto marcó una tendencia legislativa en Sicilia durante los siglos siguientes. 
Para el resto de su reinado, la atención de Roger se concentró fuera de la isla y la península, buscando extender sus dominios por África y Grecia. En 1135 en la costa de Túnez y Tripolitania creó el Reino de África. Mientras Roger permanecía en el palacio de su nueva capital —Palermo—, sus generales y almirantes dirigieron sus tropas a las costas africanas y a las islas griegas. Creó una gran flota, cuyo almirante más destacado fue Jorge de Antioquía. Atenas fue saqueada y la propia Constantinopla amenazada. 
Roger murió en Palermo el 26 de febrero de 1154 y su cuarto hijo Guillermo lo sucedió. Los normandos lograron mantener sus conquistas africanas hasta el año 1160.

## Matrimonio e hijos
Roger se casó en primeras nupcias en 1117 con Elvira, hija del rey de León, Alfonso VI. Tuvieron cinco hijos y dos hijas:
1. Roger (1118-1148), duque de Apulia y posiblemente conde de Lecce (desde 1135);
2. Tancredo (1119-1138), príncipe de Bari (desde 1135).
3. Alfonso (1120/1-1144), príncipe de Capua y duque de Nápoles (desde 1135);
4. Adelisa (c. 1126-después de 1184), condesa de Florencia; casada en primeras nupcias con Joscelino, conde de Loreto, y en segundas con Roberto, conde de Loritello y conde de Conversano. Sin descendencia o con descendencia extincta.
5. Una niña (muerta en la infancia en 1135).
6. Guillermo (1131-1166), duque de Apulia (desde 1148); rey de Sicilia como Guillermo I (desde 1150).
7. Enrique (1135-1145).

Se casó en segundas nupcias en 1149 con Sibila de Borgoña, hija del duque Hugo II de Borgoña. Tuvieron dos hijos: 
1. Enrique (1149);
2. Un hijo nacido muerto (1150).

Se casó en terceras nupcias en 1151 con Beatriz de Rethel, sobrina nieta del rey Balduino II de Jerusalén. Tuvieron una hija: 
1. Constanza (1154-1198), casada con el Emperador Enrique VI. Heredaría el trono siciliano tras la muerte de Guillermo III en 1194.

También tuvo varios hijos fuera del matrimonio: 
- Marina, casada con el almirante Margaritone de Brindisi.
- Simón, príncipe de Tarento.

## Sucesión
| Predecesor: Simón                            | Conde de Sicilia 1105-1130    | Sucesor: Él mismo (se convierte en rey de Sicilia) |
| Predecesor: Guillermo II                     | Duque de Apulia 1127-1130     | Sucesor: Roger III (1134; como heredero)           |
| Predecesor: Él mismo (como conde de Sicilia) | Rey de Sicilia 1130-1154      | Sucesor: Guillermo I                               |
| Predecesor: Bohemundo II de Antioquía        | Príncipe de Tarento 1128-1132 | Sucesor: Tancredo                                  |